# Ústav marxismu-leninismu ÚV KSČ
Ústav marxismu-leninismu ÚV KSČ, zkr. ÚML ÚV KSČ a hov. též VÚML (Výzkumný ústav marxismu-leninismu), byl vědecko-výzkumným pracovištěm v době komunistického režimu v bývalém Československu. Ústav se zabýval studiem dějin KSČ, dělnického hnutí a socialistické výstavby v Československu, aktuálními problémy marxismu-leninismu. Analogický proces probíhal i na Slovensku, kde fungoval Ústav marxismu-leninismu ÚV KSS se sídlem v Bratislavě. Ústav marxismu-leninismu Ústředního výboru Komunistické strany Československa a Ústav marxismu-leninismu Ústředního výboru Komunistické strany Slovenska měly oprávnění udělovat vědecké hodnosti a vychovávat nové vědecké pracovníky. ÚML sídlil v Praze (mimo jiné v budově ÚV KSČ na nábřeží Ludvíka Svobody 1222/12) a byl zrušen roku 1989. Na základě zákona č. 496/1990 Sb., o navrácení majetku KSČ lidu ČSFR, národní archiv převzal archivy Ústavu marxismu-leninismu ÚV KSČ.